# Sunkist Growers
 (septembre 2015).
Si vous disposez d'ouvrages ou d'articles de référence ou si vous connaissez des sites web de qualité traitant du thème abordé ici, merci de compléter l'article en donnant les références utiles à sa vérifiabilité et en les liant à la section « Notes et références ».
Sunkist Growers est une coopérative agroalimentaire, qui produit essentiellement des agrumes.
Principalement situé en Californie et en Arizona, la coopérative compte 6 000 membres.

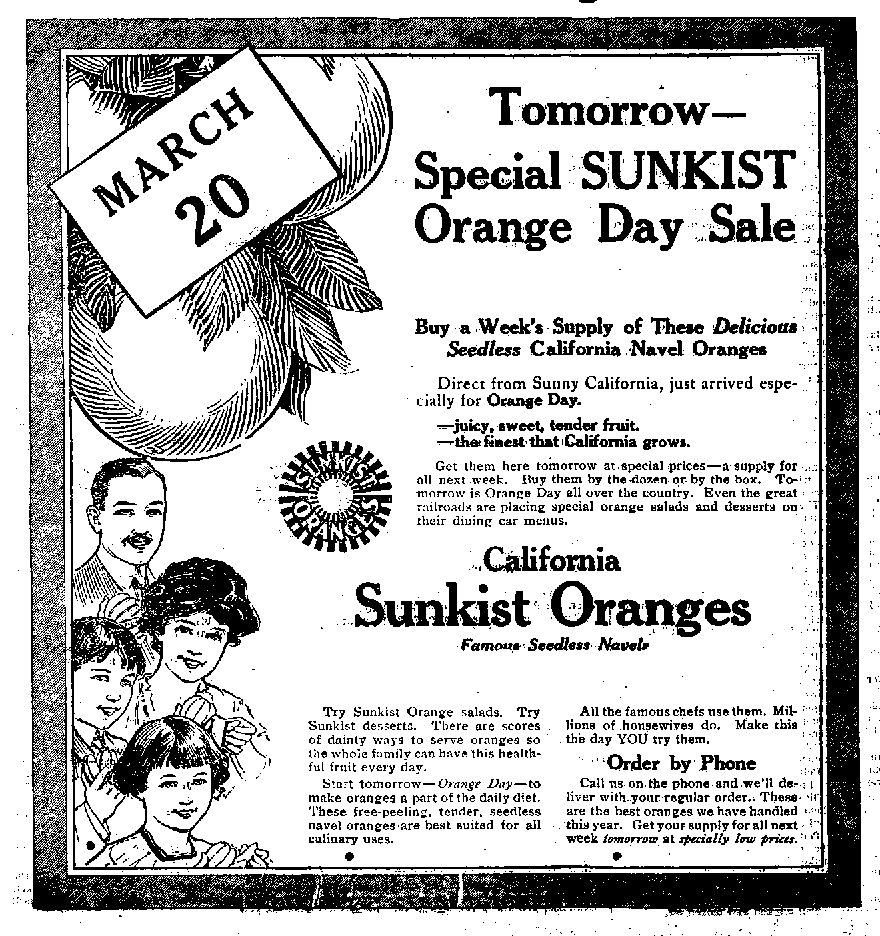
Pub de 1915 pour les oranges.

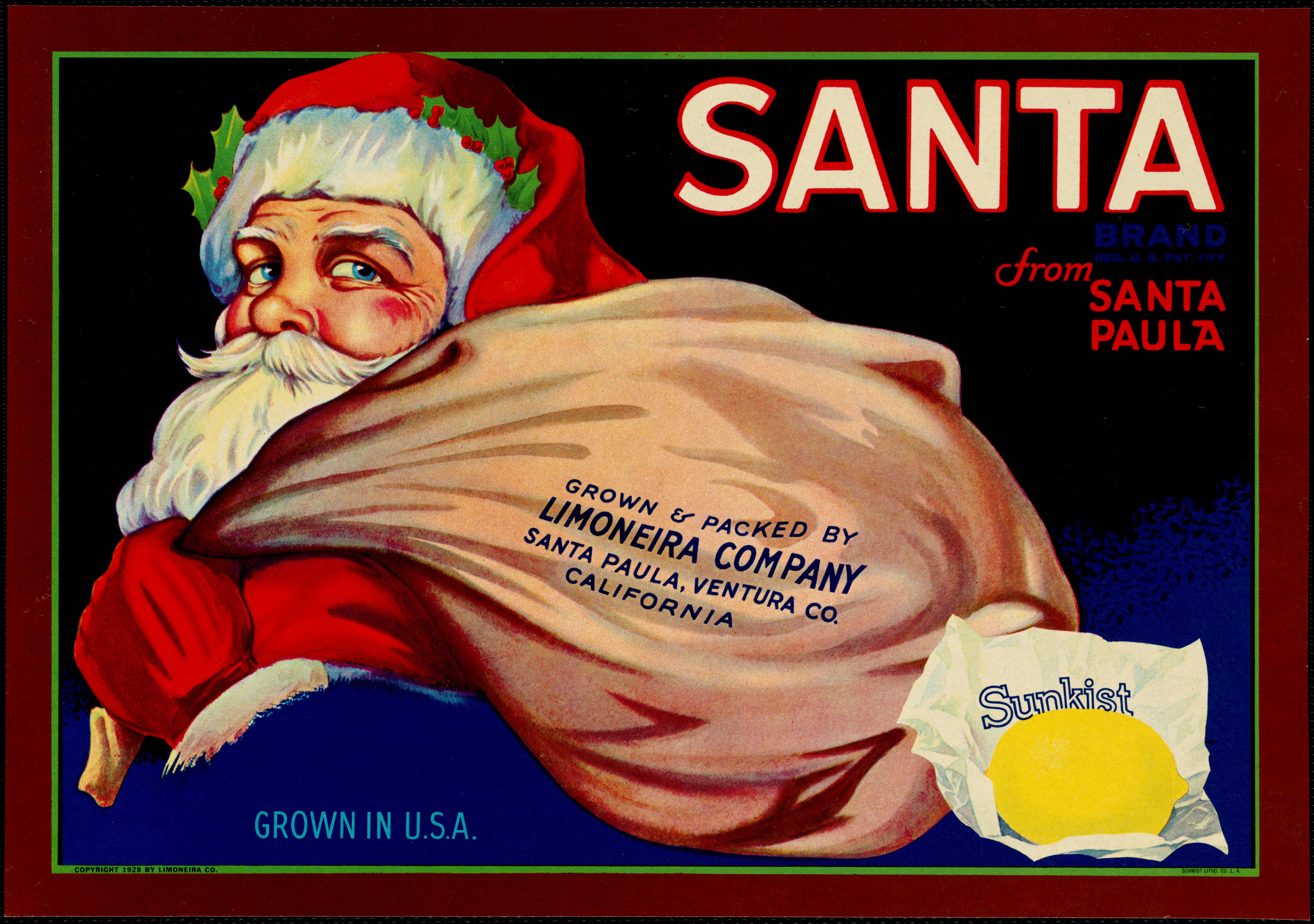
Autre pub de Sunkist, pour ses citrons. Affiche conservée à la bibliothèque publique de Boston. 1928.

## Histoire
Sunkist est une coopérative de mise en marché sans but lucratif fondée en 1893